# 阿古斯丁·佩德罗·胡斯托
阿古斯丁·佩德罗·胡斯托·罗隆（西班牙語：Agustín Pedro Justo Rolón；1876年—1943年)，阿根廷軍官、外交官和政治家，阿根廷总统（1932—1938年）。

## 早年
胡斯托出生于恩特雷里奥斯省乌拉圭河畔康塞普西翁，他父亲也叫阿古斯丁，曾任科连特斯省省长。他积极参政，不久后儿子出生，他和家人搬到了布宜诺斯艾利斯。他的母亲奥蒂利娅·罗隆（Otilia Rolón）来自科连特斯传统家庭。胡斯托11岁时进入国家军事学院。作为一个学员他同其他各种学生参加了公园革命，被捕，后来获得特赦。后在布宜诺斯艾利斯大学学工程师。1895年他被晋升为少尉，1897年他成为中尉，1902年晋升上尉。1903∼1930年胡斯托在一些院校講授軍事學、數學和土木工程。1922年任阿尔韦亚尔总统的國防部長，晉升將軍，

## 总统生涯
1930年革命後胡斯托一度任陸軍總司令。歷任陸軍、農業和公共工程部長。1931年11月8日他作為保守派聯盟候選人当选总统。他建立一個警察國家，他建立了该国的中央银行，并引进了全国个人所得税。他与副总统小胡利奥·阿根蒂诺·罗卡與英國签定《羅加-朗西曼協定》，條約加深了阿根廷人對英、阿之間經濟關係的懷疑。在第二次世界大戰期間，他支持總統拉蒙·卡斯蒂略，恢復保守派聯盟掌權，1943年1月由於他早逝，卡斯蒂略總統被政變推翻。
| 前任： 何塞·费利克斯·乌里布鲁 | 阿根廷总统 1932年—1938年 | 繼任： 罗伯托·马塞利诺·奥尔蒂斯 |